# Gambijsko-senegalska granica
Granica Gambije i Senegala duga je 749 km, a proteže se s obje strane rijeke Gambije.

## Opis
Na sjeverozapadu, granica počinje na atlantskoj obali u Jinnak Creeku, a zatim ide prema istoku ravnom linijom. Zapadno od gambijskog grada Ngeyen Sanjal granica ide približno paralelno sjevernoj obali rijeke Gambije na udaljenosti od oko 10 km, savijajući se na krajnjem istoku kako bi obuhvatili Koinu i Kantale Kunde unutar teritorija Gambije, nakon čega ponovno nastavlja prema zapadu oko 10 km paralelno s južnom obalom rijeke. Istočno od Dumbutua (Gambija) granica skreće prema jugu ravnom linijom, zatim skreće pod pravim kutom prema zapadu, nastavljajući ravnom linijom do rijeke San Pedro; granica zatim slijedi ovu rijeku do Atlantskog oceana.
- Granični prijelaz
- Granični prijelaz
- Znak za carinarnicu

## Povijest
Francuska i Britanija počele su istraživati i trgovati duž zapadnoafričke obale od 17. stoljeća, a dvije su se sile natjecale za prevlast u regiji Senegambiji tijekom sljedećih stoljeća. Godine 1821. Britanija je osnovala službenu koloniju na obali današnje Gambije, ugrožavajući obližnja francuska obalna naselja. Tijekom 1880-ih je došlo do intenzivnog natjecanja između europskih sila za teritorije u Africi, procesa poznatog kao Utrka za Afriku. Proces je kulminirao na Berlinskoj konferenciji 1884., na kojoj su se europske kolonijalne sile složile oko svojih teritorijalnih zahtjeva i budućih pravila angažmana. Kao rezultat toga, Francuska i Britanija potpisale su ugovor 10. kolovoza 1889. o razgraničenju između Gambije i Senegala, produžujući Gambiju na istok do Yarbutende. Podizani su razni stupovi za označavanje granice na terenu, a naknadno označavanje na terenu je vršeno i 1911. i 1925. 
Godine 1960. Francuska je Senegalu priznala neovisnost; Gambija je postala neovisna 1965., kada je granica postala međunarodna granica između dviju suverenih država. Godine 1976. dvije su vlade zajedničkim dogovorom provele neke manje prilagodbe granica u krajnjem istočnom dijelu. Od 1982. do 1989. dvije su države bile labavo ujedinjene u Senegambijskoj konfederaciji, no Senegal je raskinuo ovu pravnu vezu nakon što se Gambija odbila povezati u snažniju zajednicu.

## Vanjske poveznice
|  | Zajednički poslužitelj ima još gradiva o temi Gambijsko-senegalska granica |